# Léonard Limperani
Léonard Limperani est un homme politique français né le 3 avril 1831 à Bastia (Haute-Corse) et décédé le 1er juillet 1905 à Bastia.

## Biographie
Fils de Joseph Antoine Limperani, député de la Corse sous la Monarchie de Juillet, il est avocat à Bastia en 1853 et chef du parti républicain en Corse, opposant au Second Empire. Il est représentant de la Corse de 1871 à 1876, siégeant au centre gauche. Il est conseiller général du canton de Vescovato de 1871 à 1877 et président du conseil général. Battu aux élections législatives de 1876 et 1877, il devient procureur général à la Cour d'Appel de Bastia.

## Sources
- « Léonard Limperani », dans Adolphe Robert et Gaston Cougny, Dictionnaire des parlementaires français, Edgar Bourloton, 1889-1891 [détail de l’édition]